# Straßenbahn Esslingen–Nellingen–Denkendorf
| Triebwagen 2 auf dem Esslinger Bahnhofsvorplatz |                                                       |                                                      |                                                      |
| Streckenlänge: | 11,6 km                                               |                                                      |                                                      |
| Spurweite: | 1000 mm (Meterspur)                                   |                                                      |                                                      |
| Stromsystem: | 800 Volt =                                            |                                                      |                                                      |
| Zweigleisigkeit: | Pliensauturm–Weilstraße und Zollberg–Mutzenreisstraße |                                                      |                                                      |
| |                                                       |                                                      |                                                      |
| \| \| \| Stadtlinie vom Charlottenplatz \| \| \| \| \| Esslingen Schelztor \| \| \| \| \| Durchgangslinie von Stuttgart-Obertürkheim \| \| \| \| \| \| \| \| \| \| \| \| \| \| 0,0 \| Esslingen Bundesbahnhof (ehemals Reichsbahnhof) \| 237 m \| \| \| \| Durchgangslinie nach Oberesslingen \| \| \| \| 0,3 \| Esslingen Pliensauturm, Bahnstrecke Stuttgart–Ulm \| Esslingen Pliensauturm, Bahnstrecke Stuttgart–Ulm \| \| \| 0,3 \| Pliensaubrücke, Stahlbrücke über den Neckar \| Pliensaubrücke, Stahlbrücke über den Neckar \| \| \| 0,4 \| Pliensaubrücke, Steinbrücke über die Bundesstraße 10 \| Pliensaubrücke, Steinbrücke über die Bundesstraße 10 \| \| \| 0,6 \| Esslingen Weilstraße \| 239 m \| \| \| 1,0 \| Esslingen Eisberg \| Esslingen Eisberg \| \| \| 2,3 \| Esslingen Zollberg \| 335 m \| \| \| 2,8 \| Esslingen Mutzenreisstraße (ehemals Waldheim) \| 362 m \| \| \| 3,2 \| Linde Berkheim (ehemals Berkheim (Linde)) \| 370 m \| \| \| 3,7 \| Nellingen Paulinenstraße \| Nellingen Paulinenstraße \| \| \| \| \| \| \| \| 4,00,0 \| Nellingen Hindenburgstraße \| 353 m \| \| \| \| Nellingen Wagenhalle \| \| \| \| 4,5 \| Nellingen Rosenstraße (ehemals Schwarze Breite) \| 349 m \| \| \| 5,6 \| Denkendorf Stadion \| 345 m \| \| \| 6,1 \| Denkendorf Ochsen \| 326 m \| \| \| 0,5 \| Nellingen Riegelstraße \| Nellingen Riegelstraße \| \| \| 1,8 \| Scharnhausen Krähenbach (ehemals Grasiger Weg) \| Scharnhausen Krähenbach (ehemals Grasiger Weg) \| \| \| 2,3 \| Scharnhausen Lenzhalde \| 328 m \| \| \| 2,7 \| Scharnhausen Brücke \| 300 m \| \| \| 2,8 \| Körsch \| Körsch \| \| \| 4,0 \| Hagenäcker \| 346 m \| \| \| 4,3 \| Bundesautobahn 8 \| Bundesautobahn 8 \| \| \| 4,8 \| Neuhausen Im Häusle (ehemals Traube) \| 338 m \| \| \| 5,2 \| Neuhausen Brücke \| 316 m \| \| \| 5,5 \| Neuhausen Bahnhofstraße (ehemals Hirsch) \| Neuhausen Bahnhofstraße (ehemals Hirsch) \| |                                                       |                                                      |                                                      |
| U-Bahn-Strecke von links (außer Betrieb) · U-Bahn-Abzweig von links und von rechts (Strecke außer Betrieb) |                                                       | Stadtlinie vom Charlottenplatz                       | Stadtlinie vom Charlottenplatz                       |
| U-Bahn-Strecke geradeaus (außer Betrieb) · U-Bahn-Bahnhof (Strecke außer Betrieb) |                                                       | Esslingen Schelztor                                  | Esslingen Schelztor                                  |
| U-Bahn-Abzweig geradeaus und von rechts (Strecke außer Betrieb) · U-Bahn-Strecke (außer Betrieb) |                                                       | Durchgangslinie von Stuttgart-Obertürkheim           | Durchgangslinie von Stuttgart-Obertürkheim           |
| U-Bahn-Strecke von links (außer Betrieb) · U-Bahn-Abzweig geradeaus und von rechts (Strecke außer Betrieb) · U-Bahn-Strecke (außer Betrieb) |                                                       |                                                      |                                                      |
| |                                                       |                                                      |                                                      |
| U-Bahn-Bahnhof (Strecke außer Betrieb) | 0,0                                                   | Esslingen Bundesbahnhof (ehemals Reichsbahnhof)      | 237 m                                                |
| U-Bahn-Abzweig geradeaus und nach links (Strecke außer Betrieb) |                                                       | Durchgangslinie nach Oberesslingen                   | Durchgangslinie nach Oberesslingen                   |
| ehemaliger U-Bahn-Turmhaltepunkt mit Eisenbahn-Strecke quer geradeaus oben (Strecke geradeaus außer Betrieb) | 0,3                                                   | Esslingen Pliensauturm, Bahnstrecke Stuttgart–Ulm    | Esslingen Pliensauturm, Bahnstrecke Stuttgart–Ulm    |
| U-Bahn-Brücke über Wasserlauf (Strecke außer Betrieb) | 0,3                                                   | Pliensaubrücke, Stahlbrücke über den Neckar          | Pliensaubrücke, Stahlbrücke über den Neckar          |
| U-Bahn-Brücke (Strecke außer Betrieb) | 0,4                                                   | Pliensaubrücke, Steinbrücke über die Bundesstraße 10 | Pliensaubrücke, Steinbrücke über die Bundesstraße 10 |
| U-Bahn-Haltepunkt / Haltestelle (Strecke außer Betrieb) | 0,6                                                   | Esslingen Weilstraße                                 | 239 m                                                |
| U-Bahn-Haltepunkt / Haltestelle (Strecke außer Betrieb) | 1,0                                                   | Esslingen Eisberg                                    | Esslingen Eisberg                                    |
| U-Bahn-Haltepunkt / Haltestelle (Strecke außer Betrieb) | 2,3                                                   | Esslingen Zollberg                                   | 335 m                                                |
| U-Bahn-Haltepunkt / Haltestelle (Strecke außer Betrieb) | 2,8                                                   | Esslingen Mutzenreisstraße (ehemals Waldheim)        | 362 m                                                |
| U-Bahn-Haltepunkt / Haltestelle (Strecke außer Betrieb) | 3,2                                                   | Linde Berkheim (ehemals Berkheim (Linde))            | 370 m                                                |
| U-Bahn-Haltepunkt / Haltestelle (Strecke außer Betrieb) | 3,7                                                   | Nellingen Paulinenstraße                             | Nellingen Paulinenstraße                             |
| |                                                       |                                                      |                                                      |
| U-Bahn-Bahnhof (Strecke außer Betrieb) · U-Bahn-Bahnhof (Strecke außer Betrieb) | 4,00,0                                                | Nellingen Hindenburgstraße                           | 353 m                                                |
| U-Bahn-Strecke (außer Betrieb) · U-Bahn-Abzweig geradeaus und nach links (Strecke außer Betrieb) · U-Bahn-Betriebs-/Güterbahnhof Streckenende und quer (Strecke außer Betrieb) |                                                       | Nellingen Wagenhalle                                 | Nellingen Wagenhalle                                 |
| U-Bahn-Strecke (außer Betrieb) · U-Bahn-Haltepunkt / Haltestelle (Strecke außer Betrieb) | 4,5                                                   | Nellingen Rosenstraße (ehemals Schwarze Breite)      | 349 m                                                |
| U-Bahn-Strecke (außer Betrieb) · U-Bahn-Haltepunkt / Haltestelle (Strecke außer Betrieb) | 5,6                                                   | Denkendorf Stadion                                   | 345 m                                                |
| U-Bahn-Strecke (außer Betrieb) · U-Bahn-Kopfbahnhof Streckenende (Strecke außer Betrieb) | 6,1                                                   | Denkendorf Ochsen                                    | 326 m                                                |
| U-Bahn-Haltepunkt / Haltestelle (Strecke außer Betrieb) | 0,5                                                   | Nellingen Riegelstraße                               | Nellingen Riegelstraße                               |
| U-Bahn-Bahnhof (Strecke außer Betrieb) | 1,8                                                   | Scharnhausen Krähenbach (ehemals Grasiger Weg)       | Scharnhausen Krähenbach (ehemals Grasiger Weg)       |
| U-Bahn-Haltepunkt / Haltestelle (Strecke außer Betrieb) | 2,3                                                   | Scharnhausen Lenzhalde                               | 328 m                                                |
| U-Bahn-Bahnhof (Strecke außer Betrieb) | 2,7                                                   | Scharnhausen Brücke                                  | 300 m                                                |
| U-Bahn-Brücke über Wasserlauf (Strecke außer Betrieb) | 2,8                                                   | Körsch                                               | Körsch                                               |
| U-Bahn-Haltepunkt / Haltestelle (Strecke außer Betrieb) | 4,0                                                   | Hagenäcker                                           | 346 m                                                |
| U-Bahn-Strecke mit Straßenbrücke (Strecke außer Betrieb) | 4,3                                                   | Bundesautobahn 8                                     | Bundesautobahn 8                                     |
| U-Bahn-Haltepunkt / Haltestelle (Strecke außer Betrieb) | 4,8                                                   | Neuhausen Im Häusle (ehemals Traube)                 | 338 m                                                |
| U-Bahn-Bahnhof (Strecke außer Betrieb) | 5,2                                                   | Neuhausen Brücke                                     | 316 m                                                |
| U-Bahn-Haltepunkt / Haltestelle Streckenende (Strecke außer Betrieb) | 5,5                                                   | Neuhausen Bahnhofstraße (ehemals Hirsch)             | Neuhausen Bahnhofstraße (ehemals Hirsch)             |

Die Straßenbahn Esslingen–Nellingen–Denkendorf, auch Filder-Straßenbahn genannt, war eine meterspurige Überlandstraßenbahn, die von Esslingen am Neckar nach Nellingen auf den Fildern und von dort auf zwei getrennten Strecken weiter nach Denkendorf und Neuhausen auf den Fildern führte. Sie nahm 1926 den Betrieb auf und wurde 1978 stillgelegt und durch Omnibuslinien ersetzt. Die ehemalige Betreibergesellschaft Straßenbahn Esslingen–Nellingen–Denkendorf GmbH (END) existierte noch bis zum 31. Dezember 2015 als Omnibus-Unternehmen END Verkehrsgesellschaft.

## Geschichte

### Vorgeschichte
Bereits zwischen 1868 und 1920 verkehrten auf der Strecke Esslingen–Nellingen–Neuhausen–Denkendorf zweispännige, überdachte Postkutschen für zehn Fahrgäste, welche die Verkehrsbedürfnisse jedoch nie voll befriedigen konnten. Schon 1885 stellte daher Emil von Kessler das Projekt einer Schmalspurbahn von Neuhausen über Denkendorf, Deizisau, Zell und Oberesslingen nach Esslingen vor, die jedoch nicht verwirklicht werden konnte. Als Neuhausen schließlich 1897 einen Anschluss durch eine in Möhringen beginnende Eisenbahnstrecke erhielt, konzentrierten sich Nellingen und Denkendorf alternativ auf die Errichtung einer Straßenbahn, bei gleichzeitigem Verzicht auf den Güterverkehr.
Nachdem Esslingen bereits ab 1912 von der Straßenbahn Esslingen am Neckar erschlossen wurde, erhielt am 24. Juni 1926 die Überlandstrecke nach Denkendorf ihre Bau- und Betriebsgenehmigung, bekanntgegeben vom Württembergischen Arbeitsministerium am 6. Juli 1926. Sie war die letzte Neu-Konzession einer Straßenbahn im damaligen Deutschen Reich. Danach kam es nur noch zu Genehmigungen von Erweiterungen oder Veränderungen bereits bestehender Systeme. Letztlich wurde die Straßenbahn nach Artikel 6 des württembergischen Eisenbahngesetzes von 1843 als Bahn lokaler Bedeutung genehmigt.

### Bau

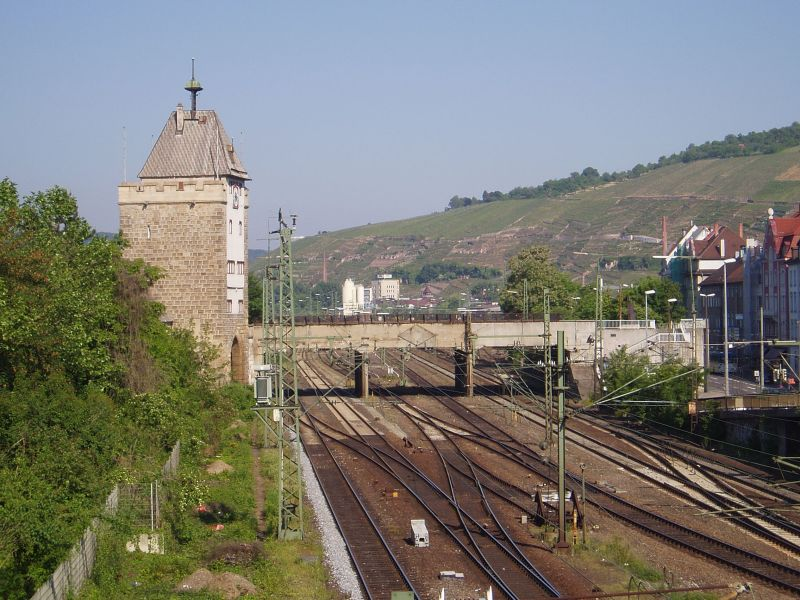
Auf dieser mittlerweile abgerissenen Brücke beim Pliensauturm querte die END einst die Bahnstrecke Stuttgart–Ulm, sie wurde eigens für die Straßenbahn gebaut und ersetzte den vormaligen Bahnübergang dort

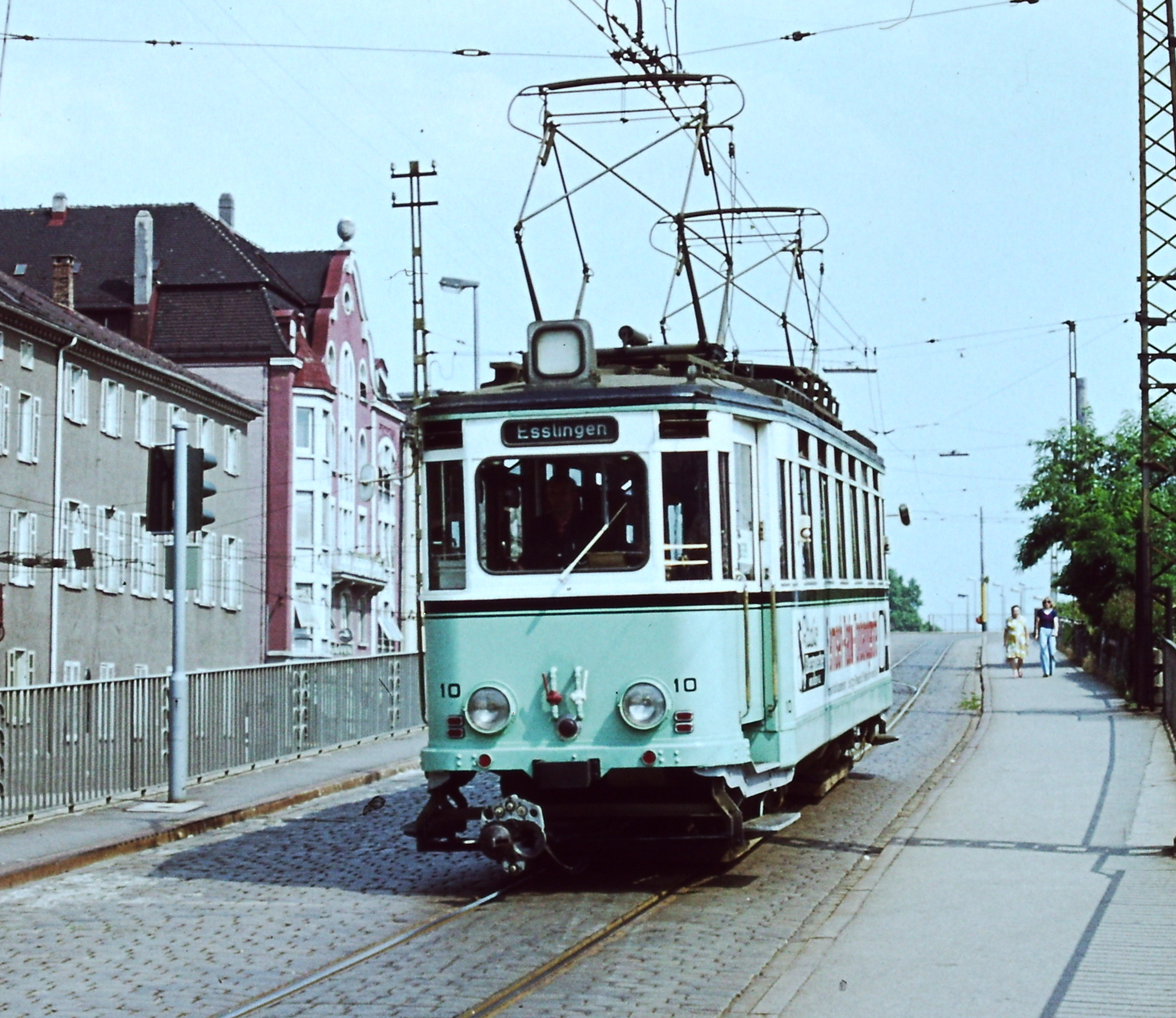
Die neue Brücke von 1926 wurde mit einer – mittlerweile gleichfalls zurückgebauten – Rampe an den Bahnhofsvorplatz angebunden, hinter dem Triebwagen begann der erste zweigleisige Abschnitt

Trotz der noch fehlenden Genehmigung wurde schon im Sommer 1925 mit der Trassierung der Strecke begonnen, vor allem wegen der schwierigen geologischen Verhältnisse beim Aufstieg auf die Filderhöhe. Das stark ansteigende Gelände mit der fast 40 Meter mächtigen Trossingen-Formation, die stark zu Rutschungen neigt, bereitete Schwierigkeiten. Diese Schicht musste vor allem günstig überquert werden. Um Kosten zu sparen, ging man daher von den früheren Planungen ab, die Bahn auf eigenem Bahnkörper auf die Filder zu führen. Man wählte für die Auffahrt den bestehenden Fahrweg auf den Zollberg aus, der auf Kosten der END zunächst so ausgebaut wurde, dass er mit einem Gleis belegt werden konnte. Dazu war, neben der Verbreiterung des Straßenkörpers, vor allem der Umbau der drei vorhandenen Kehren erforderlich, weil diese am inneren Rand Krümmungen von 14,25 Metern Halbmesser aufwiesen. Die Längsneigung der Straße betrug gleichmäßig sieben Prozent. Die Kehren wurden damals auf einen Innenhalbmesser von 20 Metern erweitert und auf 5,5 Prozent Gefälle abgeflacht, was bei vollbesetztem Zug einem Zugwiderstand von sieben Prozent auf der geraden Gefällstrecke entsprach. Um die Straßenbreite trotz des hinzukommenden Gleises an den engsten Stellen auf mindestens acht Meter halten zu können, war es erforderlich, die teilweise vorhandenen Straßengräben durch Zement-Rohre zu ersetzen.
Ende Juli 1926 begannen die, mit Bau und Betriebsführung beauftragten, Stuttgarter Straßenbahnen AG (SSB) mit der Verlegung der Schienen, die bereits seit einigen Wochen am Bahnhof Oberesslingen lagerten, auf den fertiggestellten Trassen sowie der Aufstellung der Maste und der Montage der Oberleitung. Auf der Zollbergstraße, mit Ausnahme der Trossingen-Formation, und auf den Gemeindestraßen in Nellingen und Denkendorf kamen wegen der geringen Straßenbreite und der starken Krümmungen Rillenschienen zum Einbau. Zwischen Zollberg und Nellingen sowie zwischen Nellingen und Denkendorf fuhr die Bahn auf eigenem Bahnkörper, wo Vignolschienen auf eisernen Schwellen verlegt wurden. Ebenso verfuhr man in den drei Kehren in der Zollbergstraße, wo jedoch an den Außenseiten zusätzlich Leitschienen verwendet wurden, um ein Höchstmaß an Sicherheit zu garantieren.
Die Idee die Zollbergstraße, eine bis dahin nur dem Nachbarortsverkehr dienende schmale Fahrstraße, für die Bahn zu verbreitern ging auf Baurat Paul Loercher zurück. Er war damals Direktor der SSB und fungierte fortan auch als Geschäftsführer der END. Dabei wurden vor allem Schweizer Erfahrungen im Bau von Serpentinenbahnen angewandt. Die einzelnen Kehren wurden durch hohe Dämme und Gabelversteifungen gegen Rutschgefahr gesichert, diese Stützung erforderte starke Betonwände.
Für die Fahrleitung wurde auf den freien Strecken eiserne Gittermaste mit Auslegern aufgestellt, entlang der Auffahrt zur und auf der Pliensaubrücke wurden die Maste an den Mauerwänden angeklammert. Von Esslingen bis Nellingen wurden zwei Kupferfahrdrähte mit rillenförmigem Querschnitt von je 100 Quadratmillimetern gewählt, während für die Strecke von Denkendorf bis Nellingen nur ein Draht von 80 Quadratmillimetern Querschnitt ausreichte. Innerhalb der Ortschaften wurde die Querverspannung für die Fahrleitung zum größten Teil an Wohn- und Geschäftshäusern befestigt. Mit der Erstellung der Oberleitung wurde Siemens beauftragt.
Da bereits in jener Zeit auf dem Esslinger Bahnhofsvorplatz ein reger Fahrzeug- und Fußgängerverkehr herrschte, beschloss der Esslinger Gemeinderat am 18. August 1926, die Endstation der Überlandstraßenbahn nicht wie ursprünglich vorgesehen am Bahnhof anzulegen, sondern die Züge über eine Schleifenfahrt durch die Stadt wenden zu lassen. Vor allem wollte man das zeitraubende Umkuppeln der ankommenden Fahrzeuge ausschließen. Man verlangte daher von der END die Einrichtung einer, im Uhrzeigersinn zu befahrenden, Häuserblockschleife vom Bahnhofsplatz über die Friedrichstraße (heute Berliner Straße), den damaligen „Ortsweg Nummer 18“ hinter dem Turnhallenplatz, am Schelztor vorbei und durch die Bahnhofstraße und die Eisenbahnstraße zurück zum Ausgangspunkt. Dafür mussten zwischen der Friedrichstraße und dem Schelztor für etwa 32.000 Reichsmark neue Gleisanlagen auf Kosten der END erstellt werden. In den anderen Straßen konnten die Gleise der städtischen Straßenbahn mitbenutzt werden.
Infolge des regnerischen Wetters im Herbst 1926 kam es beim Bau der Straßenbahn auf der Zollbergstraße zu Rutschungen, was diesen erheblich verzögerte. Trotzdem konnte der Gleisbau Ende Oktober vollendet werden. Im Laufe des Novembers wurden die ganze Strecke sowie die Hochbauten in Nellingen fertiggestellt. Die Fahrzeuge wurden von der in Mettingen ansässigen Maschinenfabrik Esslingen über die Gleise der städtischen Straßenbahn nach Esslingen gebracht und fuhren dann bereits mit eigener Kraft nach Nellingen. Sofort konnte mit den Schulungsfahrten für das neue Personal begonnen werden und die zuständigen Behörden konnten die Strecke abnehmen. Zuvor waren bei den Bauarbeiten zwei Todesopfer zu beklagen.
Die gesamten Baukosten betrugen, ohne Fahrzeuge, 631.757,80 Reichsmark und verteilten sich wie folgt:
| Grundstücke:         | 015.523,80 Reichsmark |
| Bahnbau:             | 264.509,10 Reichsmark |
| Gebäude:             | 160.314,44 Reichsmark |
| Oberleitungsanlage:  | 098.412,02 Reichsmark |
| Gleichrichteranlage: | 092.998,44 Reichsmark |

Die Rechnungen für die Trieb- und Beiwagen machten zusammen 304.840 Reichsmark aus. Den Baugrund mussten die Gemeinden von ihren Bürgern ankaufen. Dies führte zu Problemen, weil einige von ihnen trotz der angebotenen 2,80 Reichsmark je Quadratmeter innerhalb und 0,90 Reichsmark je Quadratmeter außerhalb des Ortsetters nicht freiwillig verkaufen wollten und deshalb Enteignungsverfahren durchgeführt werden mussten. Für die Gemeinden bedeutete dies große Opfer, da sie den erworbenen Grund der END kostenlos zur Verfügung stellen mussten. Die Ortskassen wurden dadurch so beansprucht, dass die Gemeindegremien von Nellingen und Denkendorf beschlossen, an den Aufsichtsrat der Stuttgarter Straßenbahnen „die ergebendste Bitte zu richten, von einer prozentualen Entschädigungssumme bzw. Pauschalbafindung für die Projektierung, Bauleitung usw. der Straßenbahn Esslingen–Nellingen–Denkendorf abzusehen, vielmehr angesichts der wirtschaftlich ungünstigen Lage als Arbeiterwohngemeinden hierfür nur die jeweils entstehenden Selbstkosten zu berechnen.“

### Eröffnung
Die Straßenbahn wurde schließlich am 18. Dezember 1926 um 10:00 Uhr feierlich eröffnet, der fahrplanmäßige Betrieb begann am Tag darauf. Von Esslingen aus kommend überquerte sie zunächst auf der Pliensaubrücke den Neckar, passierte die Pliensauvorstadt und erreichte über die Zollbergstraße den Zollberg mit der gleichnamigen Siedlung. Der Höhenunterschied betrug hier auf 2,3 Kilometer Strecke 124 Meter. Die Strecke durchquerte anschließend Nellingen und führte weiter bis Denkendorf am Rande des Körschtals. Zwischen Nellingen und Denkendorf wurde dabei der ehemalige Gehweg zum eigenen Bahnkörper umgebaut.
Betriebsmittelpunkt war die viergleisige und 67 Meter lange Wagenhalle mit Werkstatt in der Nellinger Ortsmitte, die über eine kurze Betriebsstrecke durch die Schillerstraße an die Stammstrecke angebunden war. In diesem Betriebshof wurden sämtliche Instandsetzungsarbeiten am Rollmaterial erledigt, zusätzlich verfügte die Anlage über ein Fahrdienstzimmer und einen Unterkunftsraum für das Personal.
Eine tarifliche Besonderheit der END stellte der höhere Fahrpreis für Einzelfahrkarten bergauf dar, der mit dem höheren Stromverbrauch begründet wurde. So kostete anfangs eine Fahrt von Esslingen in Richtung Nellingen 30 Pfennig, in der Gegenrichtung hingegen nur 20 Pfennig. Für eine Rückfahrkarte waren 40 Pfennig zu entrichten. Diese Praxis hatte bis zum 31. Januar 1952 Bestand. Den Fahrstrom lieferten die Neckarwerke per Hochspannungsleitung zu, durch die 10.000 Volt Drehstrom floss. Eine Seitenleitung in Bahnnähe führte ihn weiter zur Umformerstation an der Nellinger Wagenhalle, wo er in die benötigten 800 Volt Gleichstrom transferiert wurde.
Unter den Fahrgästen waren auch viele Ausflügler. Die seltene Überlandstraßenbahn, umgangssprachlich auch „Filder-Express“ oder „Bauern-Express“ genannt, war von Anfang an auch eine touristische Attraktion. In Broschüren versprach die END eine erholsame Fahrt mit der „Höhenstraßenbahn“ über die Filder, „weitab vom Großstadtlärm“. In Denkendorf eröffneten daraufhin Cafés, die es dort zuvor gar nicht gab, sowie Gasthäuser und Pensionen. Sie warben, auch in den Straßenbahnprospekten, um Gäste. Auch das Kurhaus Klostermühle wurde im Hinblick auf die Straßenbahn erbaut und ebenfalls 1926 eröffnet.

### Erweiterung nach Neuhausen im Jahr 1929

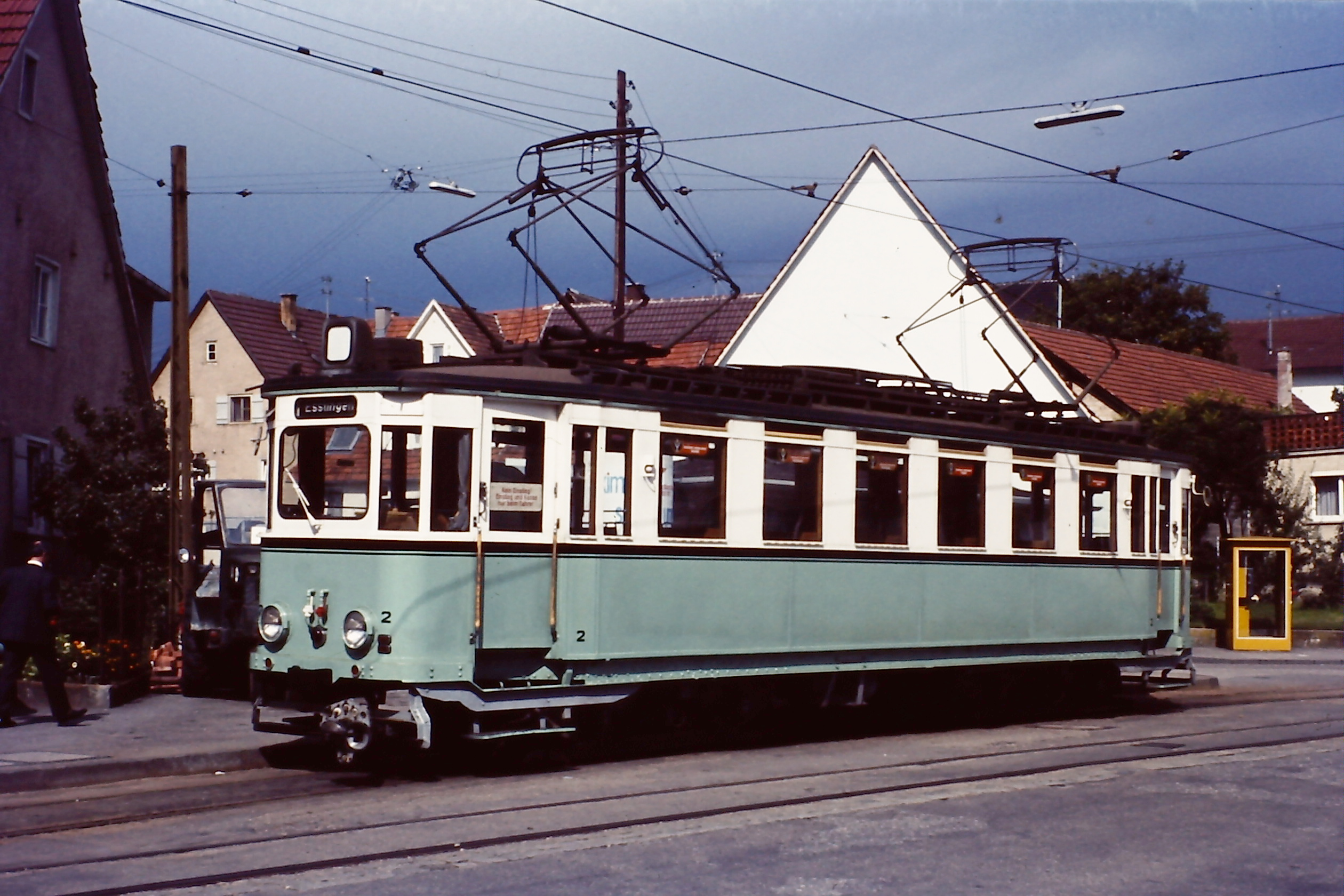
Endhaltestelle Neuhausen Brücke, Triebwagen 2 hält auf dem der Straße abgewandten Gleis

Knapp drei Jahre nach Eröffnung wurde am 21. September 1929 die in Nellingen abzweigende Erweiterung über Scharnhausen nach Neuhausen eröffnet, der Regelbetrieb begann am 22. September. Damit verkehrten fortan zwei Linien, die jedoch nie eine Linienbezeichnung trugen. Der Bau der Zweigstrecke, die in drei Baulose aufgeteilt war, kostete 517.704,97 Reichsmark, die sich folgendermaßen aufschlüsselten:
| Grundstücke:         | 05.373,20 Reichsmark  |
| Bahnbau:             | 348.712,41 Reichsmark |
| Gebäude:             | 040.943,52 Reichsmark |
| Oberleitungsanlage:  | 076.074,14 Reichsmark |
| Gleichrichteranlage: | 046.601,70 Reichsmark |

Da die vorhandene Verbindungsstraße von Nellingen über Neuhausen wegen des starken Gefälles und der engen Kurven für den Bahnbau nicht in Betracht kam und auch die Nellinger Kaiserstraße, die ehemalige Durchfahrtsstraße nach Scharnhausen, für die Trassenführung nicht geeignet war, wurde damals in Nellingen die bereits im Ortsplan vorgesehene Karlstraße neu ausgebaut. Diese wurde dann, im Hinblick auf eine damals ebenfalls geplante Straßenbahn von Nellingen über Ruit, Heumaden und Sillenbuch nach Degerloch, bereits in einer Breite von 16 Metern angelegt, um beim eventuellen Bau der Strecke nach Degerloch genügend Platz für zwei Gleise zu haben.
Im Zusammenhang mit der Erweiterung nach Neuhausen vergrößerte die END die Nellinger Wagenhalle von vier auf acht Gleise. Für die 1929 nachbeschafften Fahrzeuge musste ein Gesamtbetrag von 119.980 Reichsmark zusätzlich über Bankkredite aufgebracht werden.
In Neuhausen ergab sich dabei die betriebliche Besonderheit, dass die Züge mit Beiwagen ihre Anhänger bereits an der vorletzten Haltestelle zurückließen und anschließend solo zur Endhaltestelle weiterfuhren. Ursächlich hierfür waren Platzgründe, im Gegensatz zur Station Brücke konnte an der Bahnhofstraße kein Umsetzgleis angelegt werden. Der letzte Abschnitt wurde jedoch nur in den Hauptverkehrszeiten bedient. 

### 1930er Jahre
Nach einem guten Start blieben die Betriebsergebnisse bald hinter den Erwartungen zurück. Der wirtschaftliche Niedergang und die damit verbundene hohe Arbeitslosenquote in den letzten Jahren der Weimarer Republik beeinträchtigten auch die END. Die Benutzung der Bahn zu den Hauptverkehrszeiten ging daher stark zurück. Die knappen Geldverhältnisse der gesamten Bürgerschaft ließen auch den übrigen Verkehr und vor allen den anfangs starken Wochenendausflugsverkehr auf ein Minimum zusammenschrumpfen. Die finanzielle Lage der Gesellschaft war 1932 so angespannt, dass eine Stilllegung der Zweigstrecke nach Neuhausen erwogen wurde. Drastische Einschränkungen des Fahrplans und damit der Wagenleistung, Personalabbau und Kürzung der Löhne und Gehälter waren die Folge.
1935 führte die END sogenannte „Essenskarten“ ein, die in Verbindung mit einer Zwölf-Fahrten-Wochenkarte gekauft werden konnten. Dem Inhaber wurde von der Straßenbahn am Mittag das eigene Mittagessen in entsprechenden Gefäßen von Nellingen nach Esslingen überführt, wo es an den verschiedenen Haltestellen in der Stadt vom Eigentümer abgeholt werden konnte.
Beim Bau der damaligen Reichsautobahn Stuttgart–München, der heutigen Bundesautobahn 8, im Jahr 1937 wurde die Straßenbahntrasse vor Neuhausen in einen Einschnitt verlegt, um die Fernstraße zu unterqueren.

### Im Zweiten Weltkrieg

20-Pfennig-Fahrschein von 1943 mit den damals gültigen Haltestellenbezeichnungen

Bis 1943 bestand über die Gleise der Städtischen Straßenbahn Esslingen eine direkte Schienenverbindung zum großen Netz der Straßenbahn Stuttgart. Durch die Einstellung der Esslinger Straßenbahn wurde die END vom SSB-Netz getrennt. Dadurch vereinfachte sich die Gleisanlage auf dem Esslinger Bahnhofsvorplatz deutlich, es verblieb dort nur noch eine Weiche. Im Gegenzug kamen insgesamt fünf Fahrleitungskreuzungen mit dem Oberleitungsbus dazu, wovon eine von der END im eingleisigen Abschnitt in beide Richtungen befahren wurde.
Der Zweite Weltkrieg stellte höchste Anforderungen an Betrieb und Personal. Ab 1940 wurden männliche Betriebsangehörige zum Kriegsdienst einberufen. Ihre Stellen mussten durch weibliches Personal besetzt werden. Die täglichen Betriebsleistungen erreichten neue Rekorde und wurden trotz der Fliegerangriffe bis zur Sprengung der Pliensaubrücke am 20. April 1945, kurz vor dem Einmarsch der alliierten Truppen am 22. April 1945, aufrechterhalten. Die Bahn überstand den Krieg mit relativ geringen Schäden, lediglich ein Triebwagen wurde am 26. November 1943 durch eine Bombe beschädigt. Trotz des Krieges konnten die Gleichrichteranlage und die Wagenhalle um zehn Meter erweitert werden. Dadurch war es möglich, den verstärkten Anforderungen gerecht zu werden und zwei zusätzliche Wagenstände für die Werkstatt zu gewinnen.

### Nach dem Zweiten Weltkrieg
Das Jahr 1945 brachte durch die letzten Kriegswirren und die darauffolgende Kapitulation einen neuen wirtschaftlichen Niedergang der END. Wegen Fliegerangriffen und Stromsperren ruhte der Betrieb daher an elf Tagen völlig. Die amerikanische Besatzungsmacht untersagte den Straßenbahnverkehr für die Dauer von 60 Tagen. Da in Stuttgart die Straßenbahn bereits wieder fuhr, ersuchte der damalige Betriebsleiter Brenner den Esslinger Landrat am 4. Juni 1945 schriftlich um Genehmigung zur Wiederaufnahme des Betriebs. Unter anderem teilte er mit: „Nach persönlicher Feststellung des Unterzeichneten bei den Bürgermeisterämtern sind nach untenstehender Aufstellung circa 400 Personen jetzt wieder in Arbeit und müssen täglich an ihre Arbeitsstätte nach Esslingen und zurück gebracht werden. Eine noch etwa um das Dreifache größere Anzahl würde bei Aufnahme des Straßenbahnbetriebs die Bahn benützen, da Arbeit vorhanden ist. Diese können aber infolge schlechten und mangelhaften Schuhwerks nicht zu Fuß zu ihrer Arbeitsstätte gelangen.“ Die Genehmigung wurde daraufhin erteilt und ab dem 20. Juni 1945 konnte die Straßenbahn wieder verkehren. Allerdings fuhr sie wegen der gesprengten Pliensaubrücke zunächst nur von und bis zur Ausweiche Weilstraße.
Nach Wiederaufnahme des Betriebs wurde die Straßenbahn wie nie zuvor frequentiert. 1946 wurde die Rekordmarke von über drei Millionen Fahrgästen erstmals überschritten, in den Jahren 1947 und 1948 waren es dann schon vier Millionen. Neben den vielen Beschäftigten die zu ihren Arbeitsstätten in und um Esslingen fuhren, kamen noch unzählige Stadtbewohner, die die Bahn zu den dringend erforderlichen „Hamsterkäufen“ auf den Fildern benutzen mussten und dazu oftmals von sehr weit her angereist kamen. Die Beförderung dieser gewaltigen Personenmengen war deshalb besonders schwierig, weil die END im November 1945 je zwei Trieb- und Beiwagen an den Betriebszweig Filderbahn der SSB nach Stuttgart-Möhringen verleihen musste. Dieser wiederum gab damals Fahrzeuge an die stark in Mitleidenschaft gezogenen Stuttgarter Stadtlinien ab. Der END-Betrieb endete daher täglich schon um 20:30 Uhr. In der Gesellschafterversammlung am 11. Juli 1946 bemängelte daher der Neuhausener Bürgermeister Alfons Frick: „wegen der arbeitenden Bevölkerung, die aus Stuttgart kommt, und wegen der kulturellen Veranstaltungen in Esslingen sollte der letzte Wagen erst um 21:30 Uhr ab Weilstraße abfahren.“ Im Herbst 1946 konnte die Pliensaubrücke wiederhergestellt und der Betrieb bis in die Esslinger Stadtmitte durchgeführt sowie der Abendverkehr weiter ausgedehnt werden.

### 1950er Jahre: erste Modernisierungen

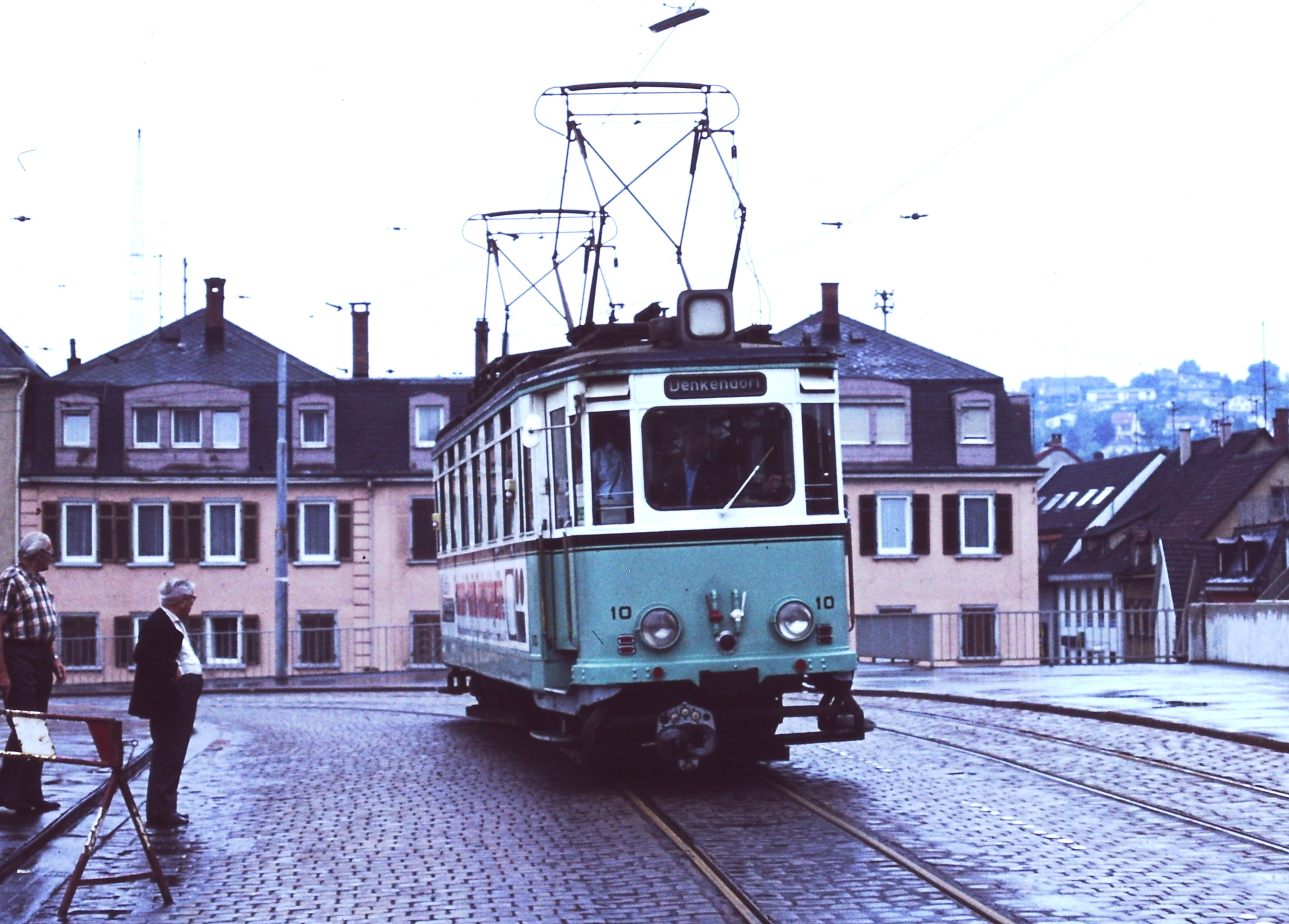
Triebwagen 10 erreicht die Haltestelle Pliensauturm im Bereich des ab 1958 bestehenden Doppelspurabschnitts

Zwecks Taktverdichtung wurde 1950 bei der Haltestelle Scharnhausen Krähenbach eine zusätzliche Ausweiche eingebaut. Bis dahin gab es auf der Strecke Nellingen–Neuhausen nur die Ausweiche Scharnhausen Brücke, die mit einem Abstand von drei Kilometern bis Nellingen nicht zum vorgesehenen neuen Fahrplan passte. Die Strecke Esslingen–Denkendorf dagegen besaß von Anfang an Ausweichen im passenden Abstand von jeweils etwa zwei Kilometern.
Sowohl in Denkendorf als auch in Neuhausen fand der Fahrgastwechsel an den Endstationen viele Jahre lang auf dem straßenseitigen Gleis statt. Als Umsetzgleis diente das der Straße abgewandte Gleis. Mitte der 1950er Jahre wurde getauscht, wohl aus Sicherheitsgründen wegen des zunehmenden Individualverkehrs, und das straßenseitige Gleis wurde nun zum Umsetzen befahren.
Um die zeit- und kostenaufwändige Schleifenfahrt durch Esslingen aufgeben zu können, erfolgte 1953 der Bau einer lokalen Wendeschleife auf dem Esslinger Bahnhofsvorplatz, die wiederum im Uhrzeigersinn befahren wurde. 
Am 23. Februar 1956 ereignete sich der einzige schwere Unfall in der Geschichte der Straßenbahn, als nahe der Ausweiche Krähenbach zwei Züge aufeinander stießen, weil der Fahrer des einen Zuges die Ankunft eines zweiten Gegenzuges nicht abgewartet hatte. Hierbei wurden wenige Fahrgäste verletzt.
1958 konnte schließlich auch der zweigleisige Ausbau der Pliensaubrücke sowie der Abfahrtsrampe zum Bahnhof Esslingen realisiert werden. Hierdurch ergaben sich große Erleichterungen für den Fahrbetrieb, weil die – in einer Fahrtrichtung auf der falschen Straßenseite fahrenden – Straßenbahnzüge dem Individualverkehr nicht mehr zum Hindernis wurden.

### 1960er Jahre: Rauchverbot, vorübergehende Verkürzung und Personalmangel
Ab dem 16. Oktober 1960 galt für alle Straßenbahnfahrzeuge ein generelles Rauchverbot, nachdem auf Wunsch des Fahrpersonals bereits 1956 das Rauchen auf den Triebwagen untersagt worden war, wenn Beiwagen mitgeführt wurden. Ein von 1960 bis 1964 gültiger Fünfjahresplan sah den vollständigen zweigleisigen Ausbau des Abschnitts Esslingen–Nellingen vor. Obwohl der hierfür notwendige Grunderwerb bis auf 70 Quadratmeter bereits geschafft war, erhielt letztlich nur das Teilstück zwischen den Haltestellen Zollberg und Mutzenreisstraße eine Doppelspur. In diesem Zusammenhang entstanden auch je eine Fußgängerunter- und Überführung zur Querung der Straßenbahnstrecke sowie der Zollbergstraße. 
Im Februar 1964 stimmte die Gesellschafterversammlung nach langem Zögern der Rumpfflächenwerbung an den Straßenbahnfahrzeugen zu. Zuvor waren derartige Anträge immer streng zurückgewiesen worden. Ab 1. Juli gleichen Jahres zwang der damals vorherrschende Personalmangel, bei den Straßenbahnzügen die Bedienung von zwei Beiwagen nur noch von einem Schaffner durchführen zu lassen. Dies bedingte auf dem schaffnerlosen Wagen ein ständiges Geschlossenhalten aller Türen während der Fahrt.
Während des Umbaus der Pliensaubrücke im Zuge des Neubaus des Neckarkanals sowie dem Ausbau der Bundesstraße 10 war die Straßenbahn im Jahr 1964 vorübergehend verkürzt. Die vom Zollberg kommenden Züge wendeten damals vorzeitig an der Weilstraße mittels einer einfachen Wendeschleife. Sie diente zugleich als provisorische Endhaltestelle.
Ende der 1960er Jahre richtete die END auf freiem Feld die Haltestelle Hagenäcker ein. Sie diente der Erschließung des Hagenauer Hofs, einem zu Neuhausen gehörenden Aussiedlerhof. Der Abschnitt Neuhausen Brücke–Neuhausen Bahnhofstraße wurde hingegen im gleichen Jahrzehnt aufgelassen. 

### 1970er Jahre: weitere Modernisierung und Einmannbetrieb

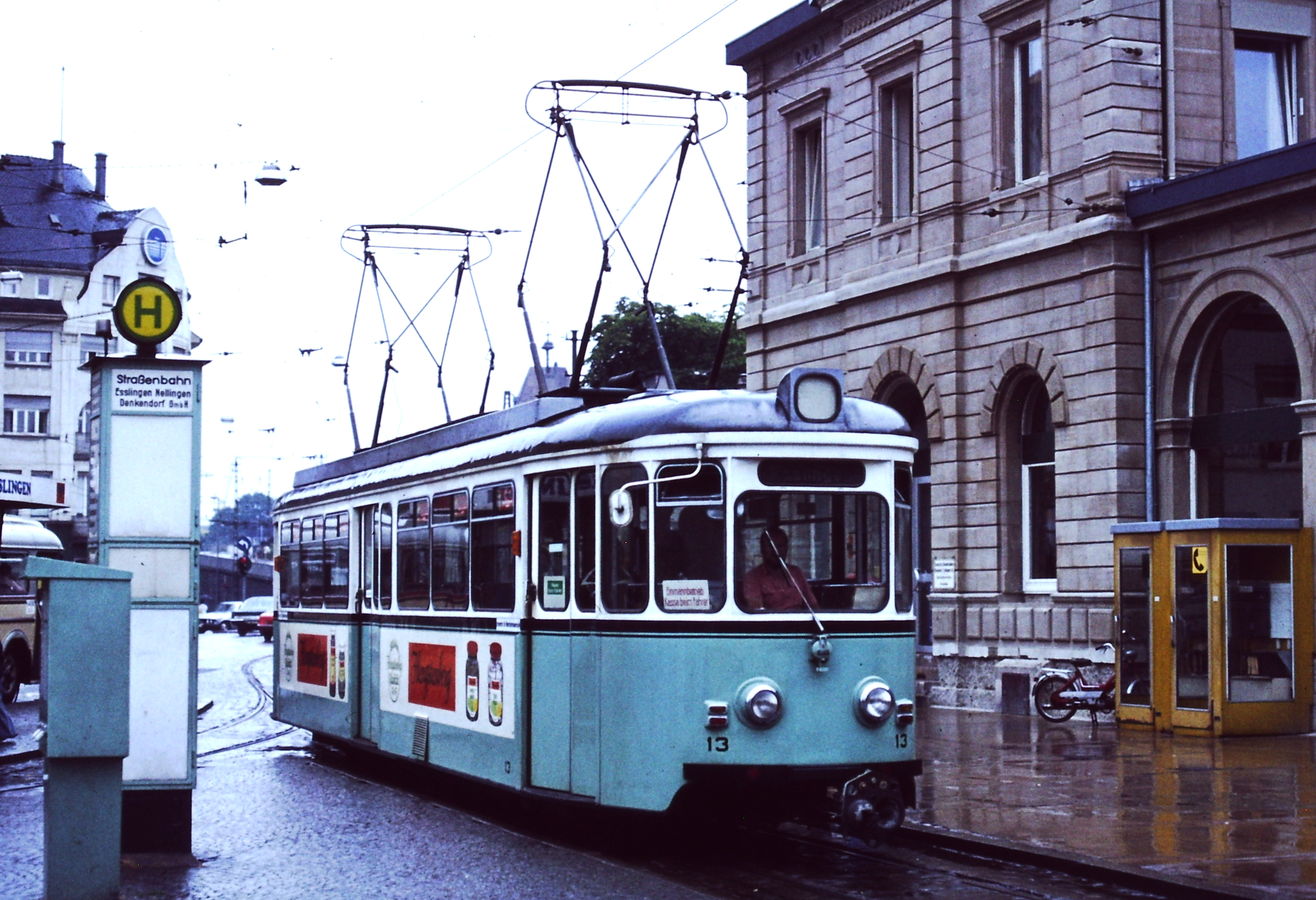
Neubautriebwagen 13 von 1958 mit Hinweisschild „Einmannbetrieb Kasse beim Fahrer“, am linken Bildrand der einzige Fahrkartenautomat der END

In den 1970er Jahren ging die Modernisierung weiter, so ersetzte die END streckenweise die alte Oberleitung aus der Anfangszeit gegen eine modernere mit Kettenaufhängung und Betonmasten. Ab 1972 wurde sukzessive die schaffnerlose Abfertigung eingeführt. Da der Einbau automatischer Türen in die Fahrzeuge zu teuer war, beschränkte sich der Einmannbetrieb auf die verkehrsschwachen Zeiten. Ein- und Ausstieg waren dabei nur auf der Vorderplattform beim Fahrer möglich, alle anderen Türen der Triebwagen waren verschlossen. Zur Sicherung des schaffnerlosen Betriebs wurden in alle Wagen Notbremsanlagen eingebaut, die in Notfällen von den Fahrgästen bedient werden konnten. Der Einmannbetrieb, der in den Hauptverkehrszeiten wegen des großen Andrangs – besonders von Schülern – mit den vorhandenen Fahrzeugen nicht durchgeführt werden konnte, machte im Herbst 1976 etwa 63 Prozent des Straßenbahnverkehrs aus. Zur Anregung des Vorverkaufs und zur Entlastung der Fahrer im schaffnerlosen Betrieb stellte das Unternehmen ferner schon im Frühjahr 1974 seinen einzigen Fahrkartenautomaten vor dem Esslinger Bahnhof auf.

### Einstellung im Jahr 1978
Aus wirtschaftlichen Gründen, und um eine bessere Innerortsbedienung von Denkendorf, Scharnhausen sowie Neuhausen zu ermöglichen, wurde der Straßenbahnbetrieb am 28. Februar 1978 vollständig eingestellt. Ersatzweise verkehrten ab dem 1. März 1978 die drei Omnibuslinien:
- ED (Esslingen–Denkendorf, seit 1985 Linie 119),
- EN (Esslingen–Neuhausen, teilweise bis Wolfschlugen durchgebunden, seit 1985 Linie 120) und
- Z (Esslingen–Zollberg, seit 1985 Linie 118)

Die Betriebsführung wurde an den Städtischen Verkehrsbetrieb Esslingen am Neckar (SVE) übergeben, welcher speziell für die Bedienung der Linien ED und EN, erstmals in seiner Geschichte, (Schub-)Gelenkbusse des neuen Typs Mercedes-Benz O 305 G beschaffte. Es waren die ersten kommerziellen Einsatzstrecken für diese Baureihe.

### Gescheitertes Museumsprojekt
Die Wagenhalle in Nellingen und ein Großteil der Fahrzeuge blieben nach der Einstellung zunächst unverändert erhalten, da der Straßenbahnmuseum Stuttgart e. V. (SMS) plante, auf dem Abschnitt Nellingen–Neuhausen eine Museumsstraßenbahn einzurichten. Im April 1979 entschied sich der Gemeinderat von Ostfildern jedoch, das Gelände der Wagenhalle anderen Zwecken zuzuführen. Als Ausgleich bot man dem SMS am Ortsrand von Nellingen ein Alternativgelände für die Errichtung einer kleinen Wagenhalle mit Museum an. Weiterhin lehnte der Gemeinderat damals die finanzielle Unterstützung eines Museumsbetriebs ab.
Im Mai 1980 wurde alternativ diskutiert, die geplante Museumsstraßenbahn erst am Ortsrand von Nellingen beginnen zu lassen. Währenddessen erwarb die Stadt Ostfildern das Gelände der Nellinger Wagenhalle und der Gemeinderat beschloss die Aufstellung eines Bebauungsplans für das Areal. Gleichzeitig begann die Umgestaltung beziehungsweise der Ausbau der drei Nellinger Durchgangsstraßen, das heißt der Hindenburgstraße, der Esslinger Straße und der Denkendorfer Straße.
Am 2. Dezember 1981 kam schließlich das Aus für das Museumsprojekt, der Gemeinderat Ostfilderns bleibt bei seiner Haltung und beschloss, dem SMS auch weiterhin keinen Zuschuss für die Errichtung des Museums zu gewähren. Mit dem damit verbundenen Aus für die angedachte Wagenhalle am Nellinger Ortsrand endeten auch die Planungen für eine Museumsstrecke. Der Verein zog daraufhin mit einem Teil der Fahrzeuge ins badische Schönau, wo er 1995 ersatzlos aufgelöst wurde. Die Wagenhalle in Nellingen wurde abgebrochen. An gleicher Stelle entstand nach den ursprünglichen Bauprinzipien das Kulturzentrum Halle.

## Fahrpläne und Beförderungsleistungen

Winterfahrplan 1976/77

Der Betrieb der Straßenbahn war von Anfang dafür ausgelegt, morgens innerhalb von ein bis zwei Stunden 2000 Arbeiter und Arbeiterinnen aus Denkendorf und Nellingen nach Esslingen und abends wieder zurückzubringen. Bereits im ersten Betriebsjahr wurden allein 1,5 Millionen Fahrgäste befördert. Es verkehrten zunächst täglich 26 Züge je Richtung zwischen Esslingen und Denkendorf. Ein Taktfahrplan war noch nicht notwendig, der bedarfsgerechte Fahrplan richtete sich meist nach den Ankunfts- und Abfahrtszeiten der Deutschen Reichsbahn in Esslingen. Die Intervalle zwischen den Zügen machten daher morgens und abends etwa 30 Minuten, tagsüber dagegen etwa 70 Minuten aus. Dies reichte für das damalige Fahrgastaufkommen aus, welches in den Jahren 1927 bis 1929 etwa 3500 Personen täglich betrug. Während in den Spitzenzeiten Züge mit bis zu drei Beiwagen fuhren, genügten in der übrigen Zeit einzeln fahrende Triebwagen.
Mit Eröffnung der Zweigstrecke nach Neuhausen stieg die werktäglich zu befördernde Personenzahl auf etwa 4000. Während fortan in den Morgen- und Abendstunden die Züge beider Linien zwischen Esslingen und Nellingen im Folgezugbetrieb hintereinander her fuhren, mussten die Fahrgäste zu den übrigen Zeiten in Nellingen in abwechselnd von und nach Denkendorf beziehungsweise Neuhausen fahrende Pendeltriebwagen umsteigen. Zwischen 0:30 Uhr und 5:00 Uhr ruhte der Betrieb.
In späteren Jahren wurde ein 35-Minuten-Takt eingeführt: Ab Nellingen fuhren die Züge, von Denkendorf und Neuhausen kommend, mit jeweils zwei Beiwagen im Folgezugbetrieb nach Esslingen weiter. Ab Nellingen kam zugleich ein Einzel-Triebwagen hinzu, der speziell die Haltestelle Zollberg bediente, an der Züge mit Beiwagen wegen des Gefälles nicht halten konnten. Die starke Zunahme des Verkehrs nach dem Zweiten Weltkrieg erforderte eine Taktverdichtung, mit Fertigstellung der Ausweiche Krähenbach konnte ab 1951 werktäglich im 12/24-Minuten-Takt gefahren werden. Zugkreuzungen gab es an den Ausweichstellen Esslingen Weilstraße, Zollberg und Nellingen Hindenburgstraße. Die Züge von und nach Neuhausen begegneten sich zusätzlich an der Station Krähenbach. Im Jahr 1954 verkehrten an Werktagen zwischen Esslingen und Denkendorf 39 Zugpaare. Zwischen Esslingen und Neuhausen verkehrten 33 Zugpaare, weitere sechs nur bis Scharnhausen. Sonntags verkehrten 23 Zugpaare.
Zwischen Esslingen und Nellingen verkehrten die Züge alle 12 Minuten. Ab Nellingen fuhren sie wechselnd nach Denkendorf und Neuhausen weiter, so dass sich auf den Strecken ab Nellingen ein 24-Minuten-Takt ergab. Die Regelfahrzeit der Relation Esslingen-Denkendorf betrug 20 Minuten, die der Relation Esslingen–Neuhausen 30 Minuten. Auf der kürzeren Strecke Esslingen–Denkendorf waren zwei Züge eingesetzt, auf der längeren Strecke Esslingen–Neuhausen drei Züge. Die Verweildauer der Züge in der Wendeschleife am Bahnhof Esslingen betrug sechs Minuten, in der Endstelle Denkendorf nur zwei Minuten und in der Endstelle Neuhausen sechs Minuten. Ein Umlauf in der Relation Esslingen-Denkendorf betrug somit 48 Minuten, in der Relation Esslingen-Neuhausen eine Stunde und 12 Minuten.
Ab Mitte der 1960er Jahre wurden in der morgendlichen Hauptverkehrszeit auf der Relation Denkendorf–Esslingen zwei Verstärkerzüge eingesetzt und somit auch hier ein 12-Minuten-Takt gefahren. Ab Nellingen fuhren diese Verstärkerzüge den von Neuhausen kommenden Regelzügen unmittelbar voraus. Den Regelzügen von und nach Denkendorf wurde zwischen Esslingen und Zollberg ein einzelner Pendel-Triebwagen zur Verstärkung vorangestellt. Insgesamt waren so maximal acht Züge im Einsatz.
In den späten Abendstunden und am Sonntagvormittag wurde nach einem 30/60-Minuten-Takt gefahren, zu dem zwei Triebwagen im Einsatz waren, je einer auf der Denkendorfer und auf der Neuhausener Strecke. Die beiden Triebwagen begegneten sich in Nellingen. In diesem Takt gab es weder in der Wendeschleife am Bahnhof Esslingen noch in der Endstelle Neuhausen eine Aufenthaltszeit. Lediglich die Denkendorfer Züge hatten in der Endstelle Denkendorf eine planmäßige Aufenthaltsdauer von 20 Minuten.

## Fahrzeuge
Die folgende Liste führt sämtliche bei der END je eingesetzten Personenfahrzeuge auf, noch existierende Wagen sind grau unterlegt.
| Nummer | Baujahr | Herkunft, Verbleib und sonstige Bemerkungen |
| ------ | ------- | --- |
| 1      | 1926    | 1969 verschrottet |
| 2      | 1926    | Straßenbahnmuseum Stuttgart (nicht betriebsfähig, im Zustand von 1978) |
| 3      | 1926    | Ursprünglich mit Beiwagen 22 am Zollberg als Denkmal aufgestellt, seit 1981 im Technoseum in Mannheim, nicht zugänglich |
| 4      | 1926    | ab 1973 nur noch Rangiertriebwagen, Stuttgarter Historische Straßenbahnen (Museumsbestand, nicht betriebsfähig, restauriert im Zustand um 1930) |
| 5      | 1926    | 1964–1966 mit neuem stählernen Wagenkasten versehen, zum Straßenbahnmuseum Stuttgart nach Schönau, 1995 verschrottet |
| 6      | 1927    | 1981 im Tausch gegen den Reutlinger Triebwagen 30 (ehemals ESS 7) ohne Motoren an das Fahrzeugmuseum Marxzell verkauft, 200x verschrottet |
| 7      | 1929    | 1974 verschrottet |
| 8      | 1929    | zum Hannoverschen Straßenbahn-Museum nach Wehmingen, Museumsbestand (nicht betriebsfähig), 2012 wegen schlechtem Zustand verschrottet |
| 9      | 1929    | zum Straßenbahnmuseum Stuttgart nach Schönau, 1995 verschrottet. Eines der Frontbleche wurde von Mitgliedern des Vereins Stuttgarter Historische Straßenbahnen geborgen und in die Museumsbar Zur Rostigen Schelle integriert. |
| 10     | 1942    | zum Straßenbahnmuseum Stuttgart nach Schönau, 1995 verschrottet |
| 11     | 1955    | zum Straßenbahnmuseum Stuttgart nach Schönau, Anfang der 2000er Jahre verschrottet |
| 12     | 1958    | am 14. September 1982 ins SSB-Zentrum nach Stuttgart-Möhringen, am 23. November 1982 zur Rittner Bahn, 1991 aufgearbeitet, seither im planmäßigen Einsatz (nur zu verkehrsschwachen Zeiten) |
| 13     | 1958    | am 14. September 1982 ins SSB-Zentrum nach Stuttgart-Möhringen, am 29. November 1982 zur Rittner Bahn, als Ersatzteilspender abgestellt in der Remise Klobenstein, wurde am 18. Dezember 2012 nach Stuttgart überführt und soll wieder ausstellungsbereit gemacht werden                                                                |
| 20 I   | 1903    | 1933 von den SSB (ehemals Nummer 300, sogenannter „Königswagen“), 1965 zurück an SSB, dort zunächst als Museumswagen vorgesehen, infolge seines Zustandes aber 1967 im Austausch gegen SSB-Lehrwagen 2002 (ehemals 610) zum Verschrotten verkauft und abgebrochen                                                                       |
| 20 II  | 1950    | 1965 von Stuttgart (ehemals SSB 297), 1980 zum Straßenbahnmuseum Stuttgart nach Schönau, erhielt dort die Nummer 2020, heute im Privatbesitz im Raum Aachen/Euskirchen |
| 21     | 1926    | Stuttgarter Historische Straßenbahnen (Museumsbestand, nicht betriebsfähig) |
| 22     | 1926    | Technoseum in Mannheim, nicht zugänglich |
| 23     | 1926    | Stuttgarter Historische Straßenbahnen (nicht betriebsfähig, Cafe Alte Achse) |
| 24     | 1926    | 1972 verschrottet |
| 25     | 1926    | zum Hannoverschen Straßenbahn-Museum nach Wehmingen, Museumsbestand (nicht betriebsfähig), 1993 wegen schlechtem Zustand verschrottet |
| 26     | 1926    | zum Straßenbahnmuseum Stuttgart nach Schönau, 1995 verschrottet |
| 27     | 1926    | 1972 verschrottet |
| 28     | 1927    | nach Einstellung verschrottet |
| 29     | 1929    | zum Straßenbahnmuseum Stuttgart nach Schönau, 1995 verschrottet |
| 30     | 1929    | zum Straßenbahnmuseum Stuttgart nach Schönau, dort zum Generatorwagen Nummer 2230 umgebaut, 1995 verschrottet |
| 31     | 1929    | 197x an Reit- und Fahrverein Gärtringen; im Oktober 2012 verschrottet; ein Radsatz an Geschichtsverein Nagold für Schauanlage zur Schmalspurbahn Nagold–Altensteig |
| 32     | 1929    | 1972 verschrottet |
| 33     | 1949    | 1971 verschrottet |
| 34     | 1949    | 1973 verschrottet |
| 35     | 1952    | zum Straßenbahnmuseum Stuttgart nach Schönau, 1995 verschrottet |
| 36     | 1958    | 1982 zur Rittner Bahn, zunächst als Ersatzteilspender neben der Remise Klobenstein abgestellt, im November 2009 verschrottet, ein Drehgestell als Ausstellungsstück beim Stuttgarter Historische Straßenbahnen e. V. erhalten |
| 37     | 1958    | 1982 zur Rittner Bahn, zunächst als Ersatzteilspender neben der Remise Klobenstein abgestellt, im November 2009 verschrottet |
| 41     | 1912    | 1951 von Stuttgart (ehemals SSB 1182; zuvor ESS 22), 1965 zurück an SSB und zu deren Firmenjubiläum 1968 zum nostalgisierten Beiwagen 70 ohne historisches Vorbild umgestaltet, 1995 Rückbau auf seinen Ursprungszustand unter der ESS-Nummer 22, heute im Bestand des Stuttgarter Historische Straßenbahnen e. V., nicht betriebsfähig |

Anmerkung: Die Beiwagen 21 bis 28 trugen ursprünglich in fortlaufender Nummerierung zu den ersten Triebwagen die Nummern 6 bis 13, die Umzeichnung erfolgte 1927.

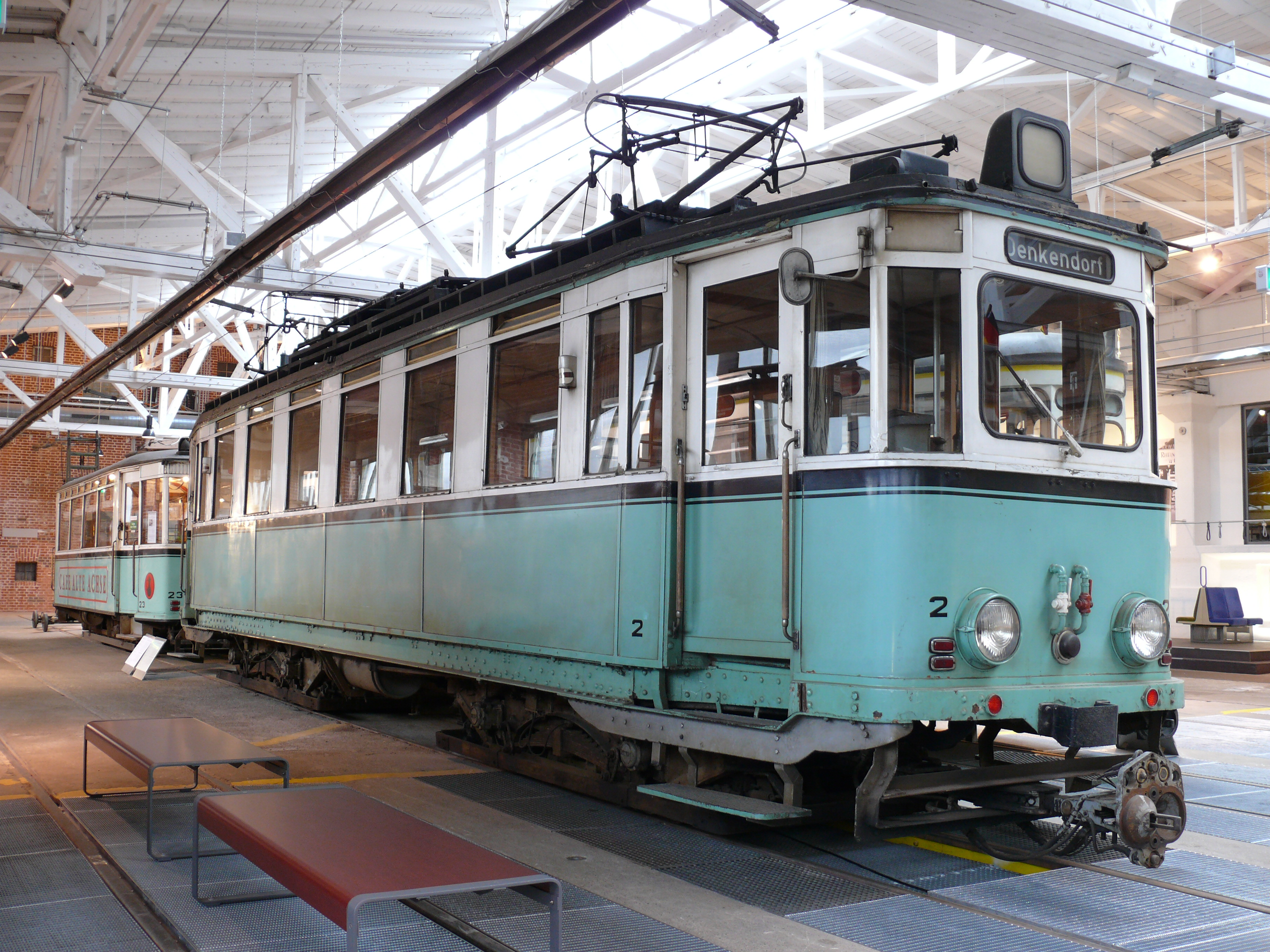
Triebwagen 2 im Stuttgarter Straßenbahnmuseum
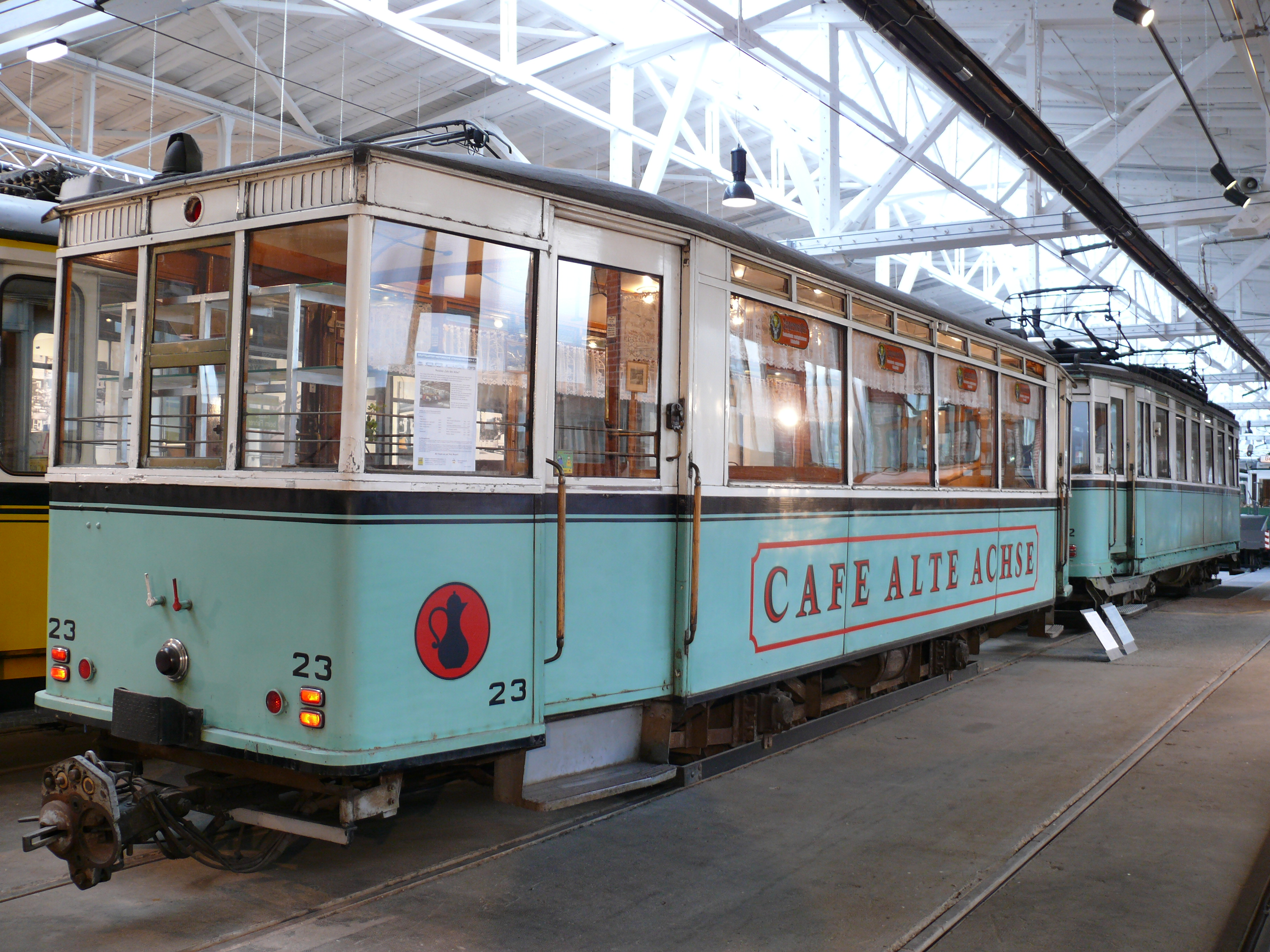
Beiwagen 23 im Stuttgarter Straßenbahnmuseum
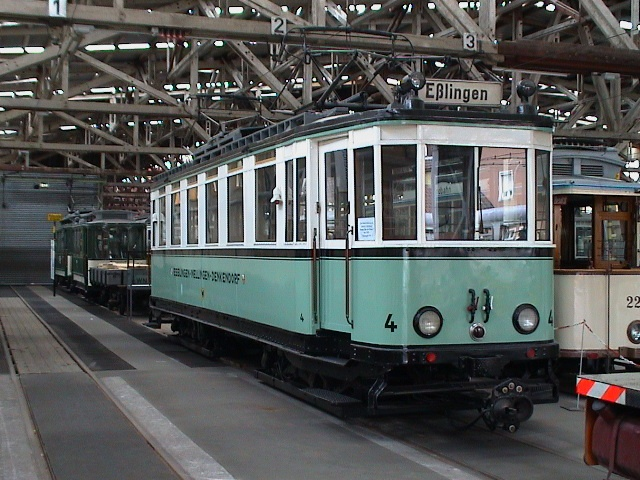
Triebwagen 4 im ehemaligen Straßenbahnmuseum Zuffenhausen
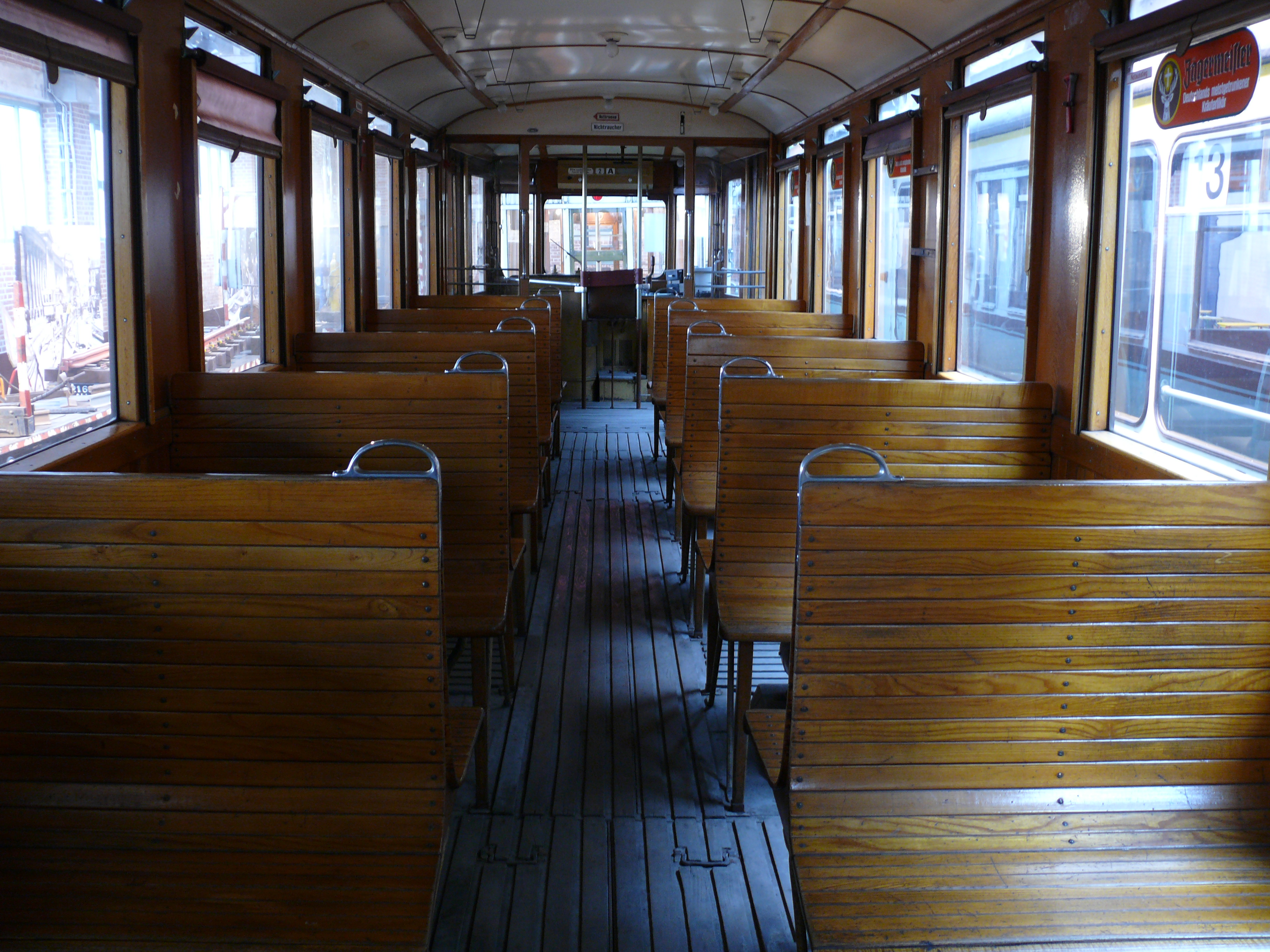
Innenansicht des Triebwagens 2
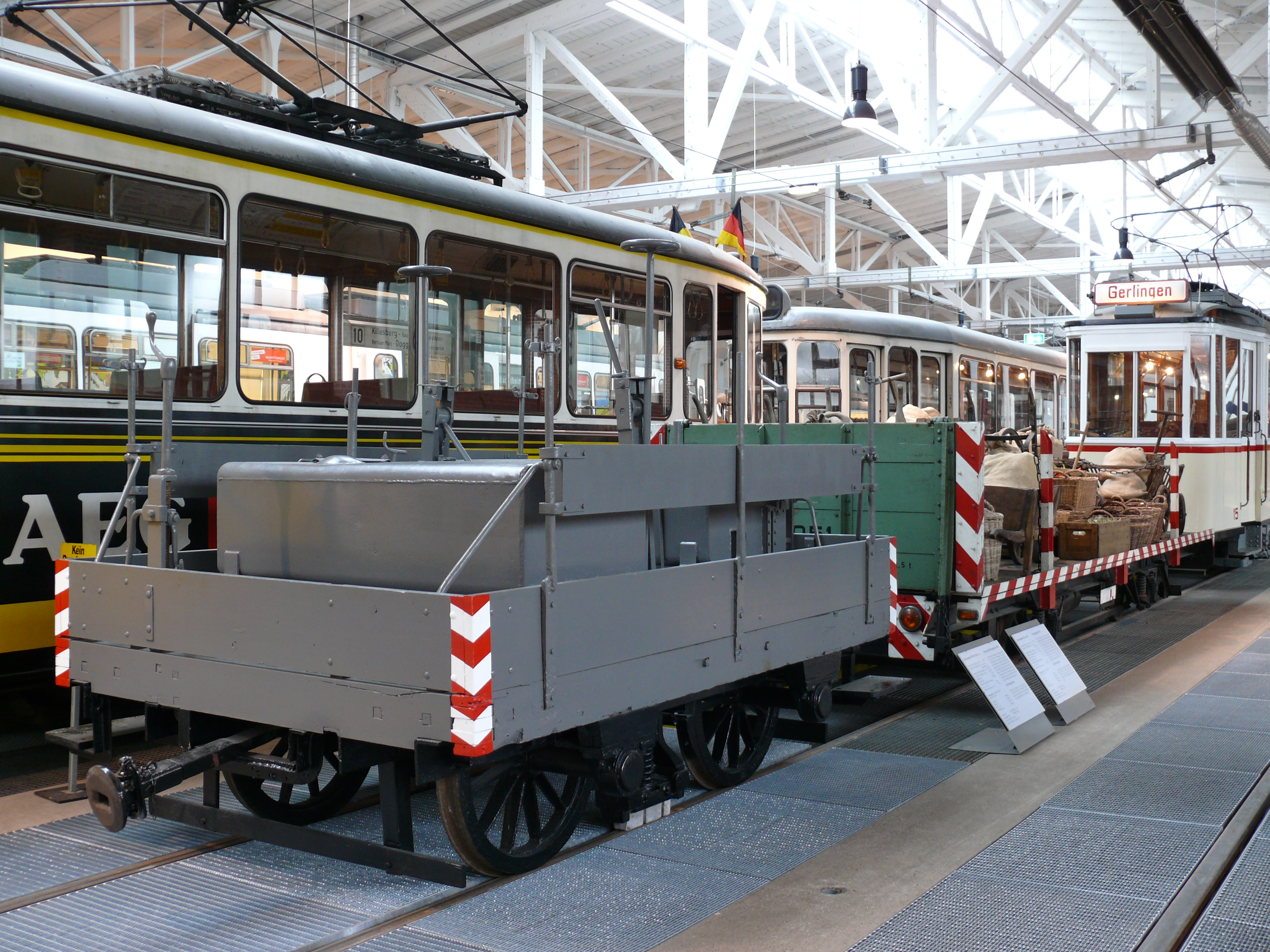
Schienenschleifbeiwagen 2202
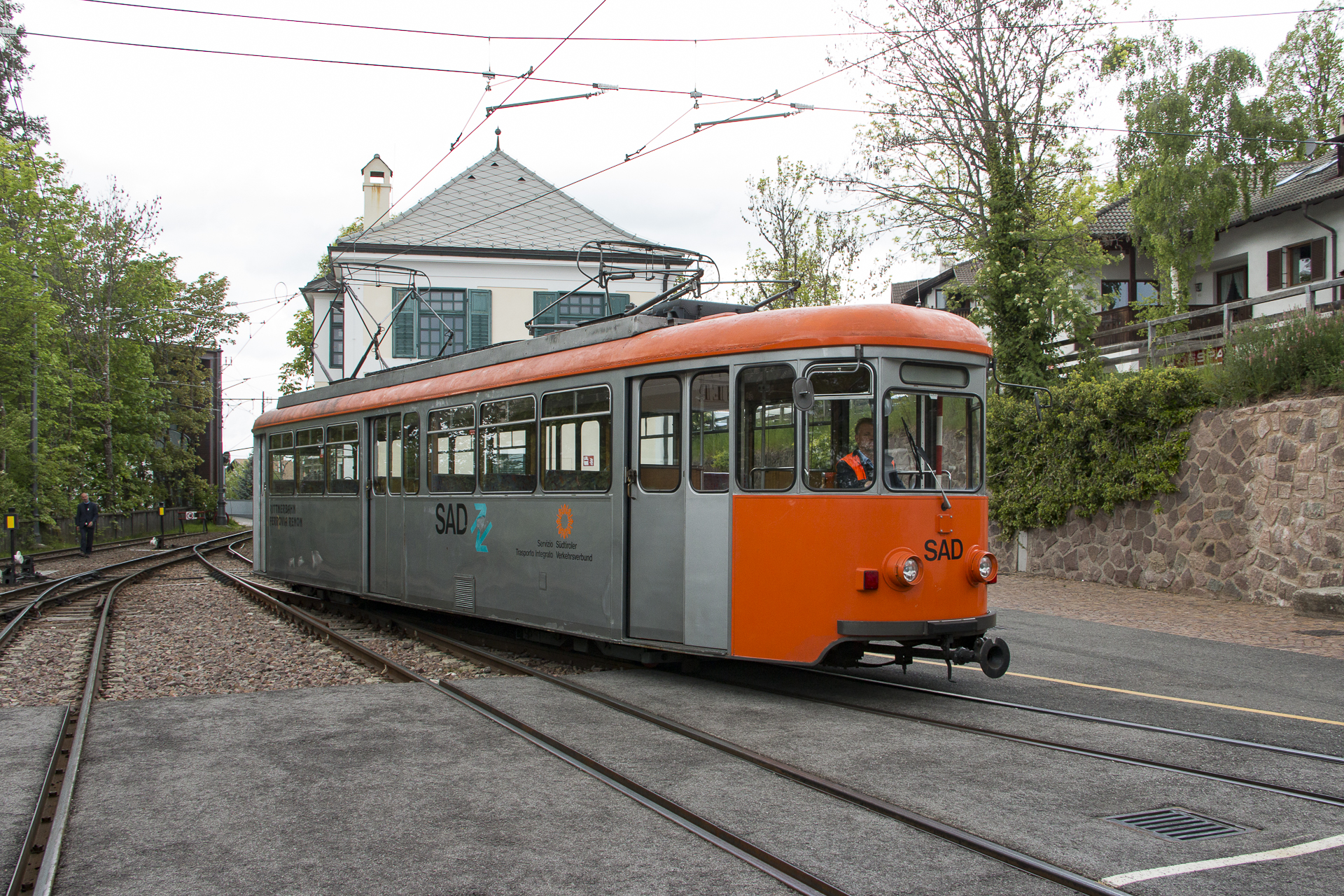
Der ehemalige Triebwagen 12 bei der Rittner Bahn in Südtirol
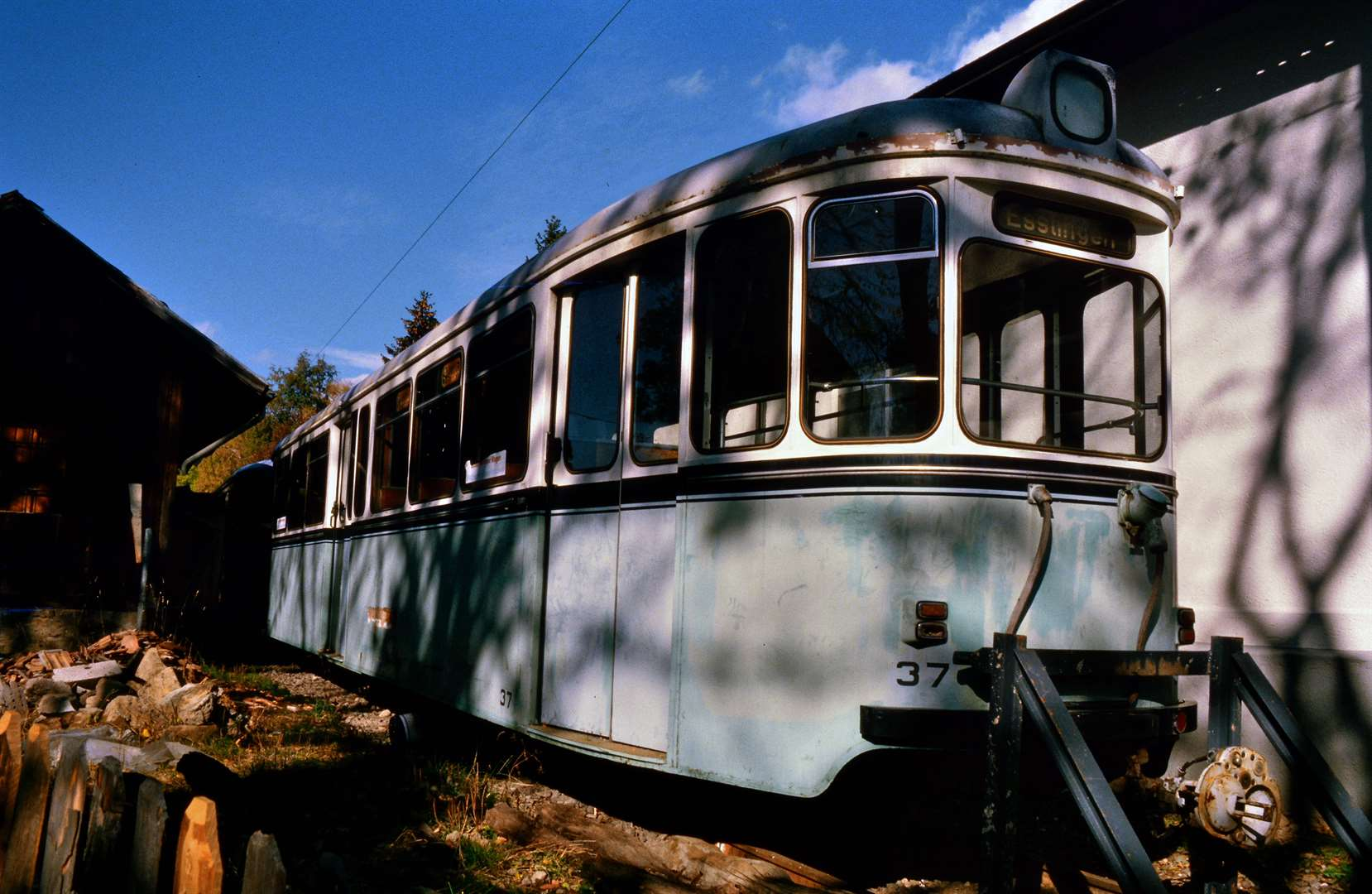
Beiwagen 37 auf dem Ritten, 1985
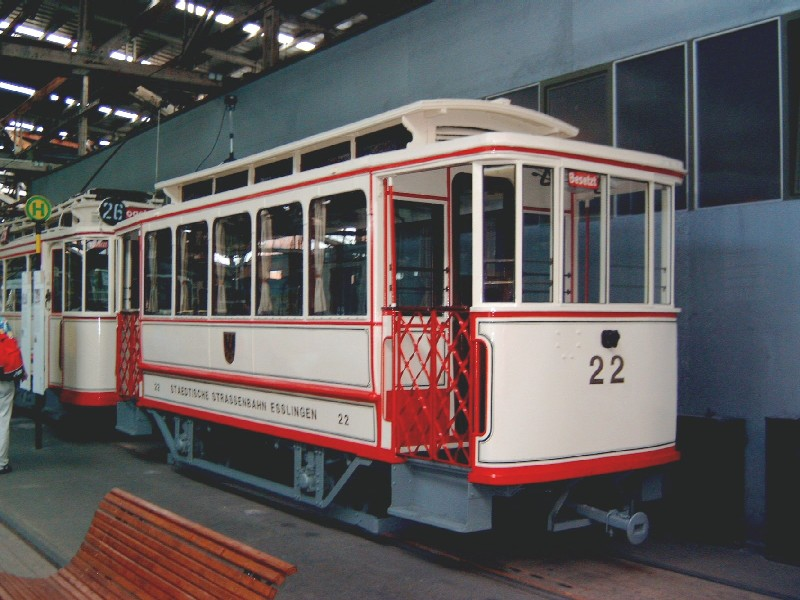
Beiwagen 22 der ESS war von 1951 bis 1965 unter der Nummer 41 bei der END im Einsatz

## Relikte

### Pliensaubrücke
Auf der Behelfsbrücke über den Neckar ist noch ein etwa 50 Meter langes Stück Doppelgleis mit Rillenschienen erhalten geblieben. Die Brücke entstand nach dem Zweiten Weltkrieg, als der Neckar zum Schifffahrtsweg ausgebaut wurde. Sie verbindet seither den Pliensauturm mit dem historischen Teil der Pliensaubrücke, der über die Bundesstraße 10 führt.

### Haltestelle Zollberg
Im Bereich Haltestelle Zollberg wurde auf einem Stück der ehemaligen Trasse ein kurzer Busfahrstreifen in Fahrtrichtung Esslingen eingerichtet. Auch der ehemalige Bahnsteig Richtung Esslingen wird auf diese Weise bis heute genutzt, dort verkehren die Linien 113 und 118 des Oberleitungsbus Esslingen am Neckar sowie die Omnibuslinien 119 und 120. Ebenfalls erhalten blieb das rechteckige Fundament des ehemaligen Haltestellenhäuschens, es umfriedet jetzt den heutigen Glasunterstand. Ebenfalls noch genutzt wird die im Zuge des zweigleisigen Ausbaus entstandene Fußgängerunterführung unter der Zollbergstraße, die auch als Haltestellenzugang dient.

### Nachbau der Nellinger Wagenhalle
Aufgrund seiner seltenen Dachkonstruktion wollte die Stadt Ostfildern die Nellinger Wagenhalle auch nach der Aufgabe der Pläne für eine Museumsstraßenbahn dauerhaft erhalten. Es handelte sich hierbei um die sogenannte Zollingerdach-Lamellenbauweise, benannt nach dem Architekten Friedrich Zollinger. Weil sich das ursprüngliche Hallendach in den 1980er Jahren jedoch in einem schlechten Zustand befand, entschied man sich zu einem Nachbau gemäß den ursprünglichen Plänen. Dieser entstand in den Jahren 1986 bis 1989 und wurde in das neue Nellinger Bürgerzentrum integriert. Er ersetzt dabei die bereits zur Betriebsaufnahme 1926 gebaute linke Hälfte der ehemaligen Wagenhalle. Allerdings ist der Nachbau auch an der ehemaligen Rückseite zur Goethestraße hin offen ausgeführt. Zur Vermeidung von Zugluft wurden an der ehemaligen Einfahrtsseite vier Stahltore eingebaut, die in Form und Größe den alten Holztoren entsprechen.

### Eigene Trasse zwischen Nellingen und Neuhausen

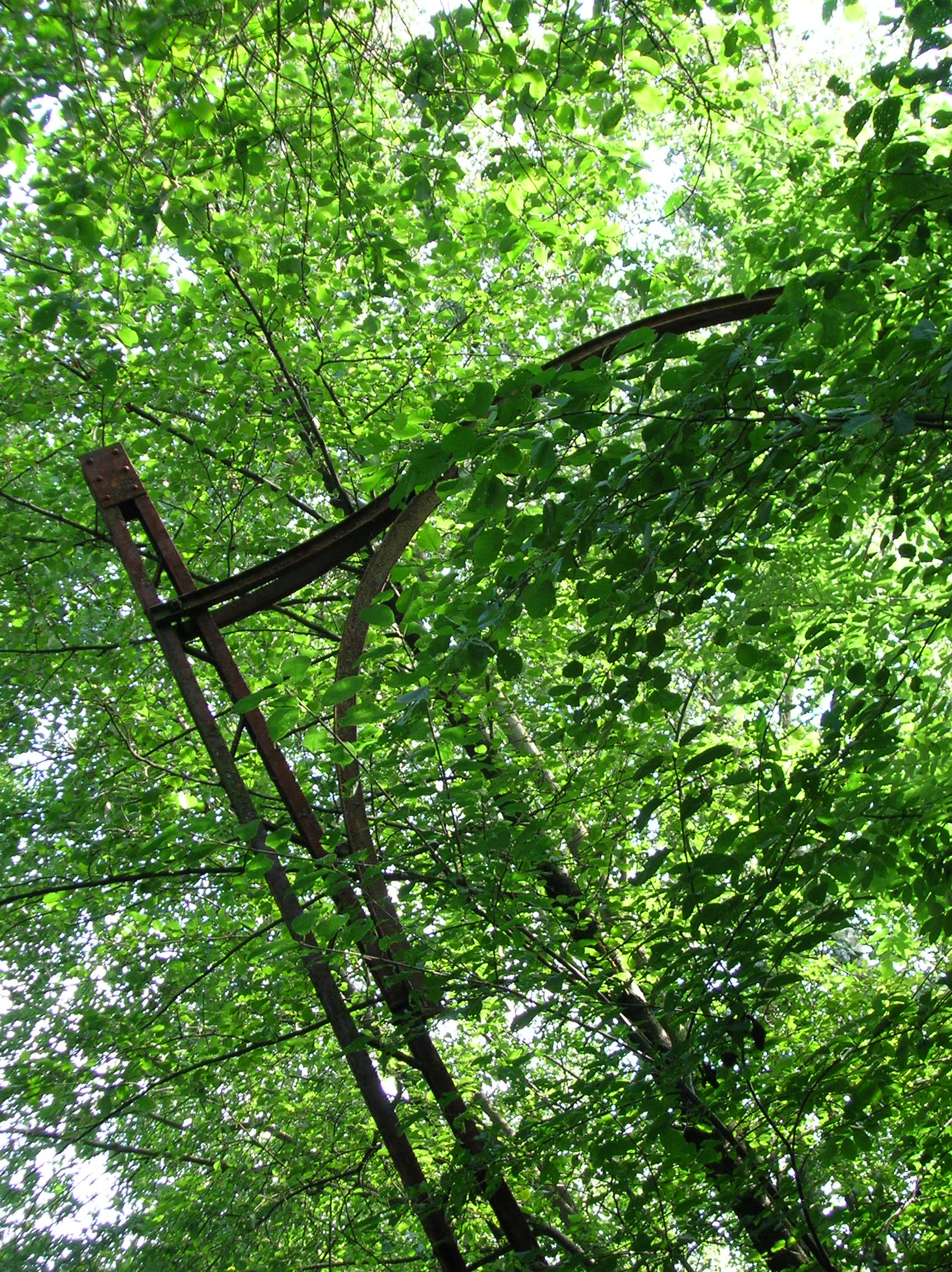
Ehemaliger Oberleitungsmast bei Scharnhausen

Zwischen dem westlichen Ortsrand von Nellingen und dem nördlichen Ortsrand von Neuhausen ist die Trasse auf einer Länge von 3,7 Kilometern vollständig erhalten geblieben. Dieser Abschnitt war als einziger völlig unabhängig vom Straßennetz trassiert. Vom Ortsrand Neuhausen aus ist sie in Richtung Scharnhausen auf einer Länge von 1,4 Kilometern mit einem Bahntrassenradweg überbaut worden. Anhand dieses Radwegs kann der frühere Trassenverlauf nachvollzogen werden. Die heutige Brücke der Bundesautobahn 8 über die Trasse beziehungsweise über den Radweg ist hingegen ein Neubau, sie entstand beim Ausbau der Autobahn von vier auf sechs Fahrspuren.

## Ausbaupläne
Es wurden Überlegungen über eine Verlängerung der Stadtbahn Stuttgart von Ostfildern-Nellingen nach Esslingen angestellt.